# Roar Christensen
Roar Sjøvoll Christensen (Harstad, 29 aprile 1971) è un allenatore di calcio e calciatore norvegese, allenatore e centrocampista del Grovfjord.

## Biografia
È il fratello di Agnar Christensen.

## Caratteristiche tecniche
Centrocampista centrale, ambidestro, nonostante un corpo snello è dotato di un tiro molto potente.

## Carriera

### Giocatore

#### Club
Christensen iniziò la carriera con la maglia del Grovfjord, per poi passare al Tromsø per il campionato 1996. Totalizzò 284 presenze con questa maglia, con 19 reti (235 partite e 14 marcature nel solo campionato). Fu soprannominato, dai suoi tifosi, Roardinho.
Nel 2007, tornò al Grovfjord.

### Allenatore
Dal 2009, oltre ad essere un calciatore della rosa, è diventato allenatore del Grovfjord.